# Usatova Balka
Usatova Balka (del ruso: Усатова Балка) es un jútor del ókrug urbano de la ciudad-balneario de Anapa del krai de Krasnodar, en el sur de Rusia. Está situado a orillas de un pequeño lago en una llanura que se extiende entre las estribaciones de poniente del Cáucaso Occidental y la costa del mar Negro, 9 km al sudeste de la ciudad de Anapa y 123 km al oeste de Krasnodar. Tenía 805 habitantes en 2010.
Pertenece al municipio rural Anápskoye.

## Historia
Fue fundada en tiempos del Imperio ruso (mediados del siglo XIX-inicios del XX) por el teniente Usatov, quien destinó las tierras al cultivo de frutales (melocotones, manzanas, guindas). Fue poblada por cosacos del Kubán. Durante la época soviética, en la localidad había un koljós llamado Bolshevik (Большевик) dedicado al cultivo de uva.

## Transporte
El autobús nº111 conecta la población a Anápskaya. Por la localidad pasa la carretera federal M25 Novorosíisk-Port Kavkaz.